# خوان الأصغر من النمسا
الدون خوان خوسيه النمساوي (بالإسبانية: Juan José de Austria)‏ (7 أبريل 1629 - 17 سبتمبر 1679)، يُعرف أيضا بـالأصغر أو خوان النمساوي الأصغر، هو ابن غير الشرعي لفيليب الرابع ملك إسبانيا وماريا كالديرون، تدرب على المهارات العسكرية وأيضا على الإدارة وبحيث أثبت أساليبه في عدة جبهات، حيث اعتبر بطلاً شعبياً في الإمبراطورية الإسبانية، قبيل وفاته بعامين، في 1677 نفّذ انقلاب على القصر بحيث قام بإبعاد الملكة الأم ماريانا النمساوية عن السلطة وتولى السيطرة على الحكم حتى وفاته في 1679، وبذلك رجعت الملكة الأم إلى السلطة.
أهتم بشكل كبير في قضايا التاج الإسباني عسكرياً ودبلوماسياً في كل من نابولي وصقلية وكاتلونيا وهولندا والبرتغال ودنكيرك وجبهات أخرى. كان حاكماً لجنوب هولندا منذ عام 1656م إلى عام 1659م. وظل بطلاً شعبياً حتى عندما بدأت ثروات الإمبراطورية الإسبانية في التدهور.أدت نزاعاته مع أرملة والده الملكة ماريانا إلى انقلاب في القصر عام 1677م قام من خلاله بنفيها ومنح الحكم الملكي لأخيه غير الشقيق كارلوس الثاني ملك إسبانيا، ومع ذلك أثبت بأنه ليس المنقذ الحقيقي لإسبانيا. ظل في السلطة حتى وفاته عام 1679م.

## نبذه عن أمه
كانت والدته ماريا كالدورين ممثلة شهيرة، أُجبرت على دخول الدير بعد ولادته بفترة وجيزة، ونشأ في ليون من قبل امرأة ذات ظروف متواضعة من المحتمل أنها لم تكن تعرف أبويه. لقد تلقى تعليماً جيداً في أوكانيا (توليدو). وفي عام 1642م اعترف به الملك رسمياً باعتباره ابنه، وبدأ خوان حياته المهنية كممثل عسكري لصالح والده.

## سيرته العسكرية
تم إرسال خوان في عام 1647م إلى نابولي ذلك اخماد الانتفاضة الشعبية بقيادة ماسانييلو مع سرب بحري وقوة عسكرية لدعم نائب الملك. بقي منتظراً، بينما قام دوق أركوس بإدخال العملاء. أحاط خوان بالمدينة المحتجزة بقواته حتى استنفاد المتمردين مع زعيمهم الفرنسي هنري دوق غيس مما سمح له بالانتقال وسحق بقايا الثورة والقيادة.
ثم أصبح بعد ذلك نائباً للملك في صقلية، حتى تم استدعاؤه في عام 1651 لإتمام عملية التهدئة في كاتالونيا، والتي كانت في حالة ثورة منذ عام 1640م. في طريقه إلى كاتالونيا استطاع استيلاء على السفينة الفرنسية ليون كورونيه، مع السرب الذين كانوا تحت إمرته، أثر ذلك التصرف الفرنسيين الذين دعاهم الكتالونيون للمساعدة في تمردهم ردة فعلهم، وأعاد الكثيرون ولاءاتهم للملك الإسباني. بحلول الوقت الذي تولى فيه خوان القيادة تم استرداد معظم كاتالونيا ولم يكن لديه الكثير ليفعله أكثر من رئاسة الحصار الأخير لبرشلونة والاتفاقية التي أنهت الثورة في أكتوبر 1652م.
في كلتا المناسبتين لعب خوان دور صانع السلام، وهذا الجزء التعاطفي جنباً إلى جنب مع أخلاقة الدمثة، وشخصيته الجذابة، وكان شخصاً وسيماً ذو عيون مشرقة جعله مفضلاً شعبياً. في عام 1656م تم إرساله للقيادة في فلاندرز، ثم في ثورة ضد ملكه. عند اقتحام المعسكر الفرنسي في معركة فالنسيان في عام 1656م أظهر خوان شجاعة كبيرة على رأس قوة سلاح الفرسان المنفذة ببراعة والتي فاجأت الفرنسيين تماماً. ومع ذلك عندما شارك في قيادة الجيش في معركة الكثبان، وقاتل ضد الفرنسيين تحت قيادة توريني والقوات البريطانية التي أرسلها كرومويل، هُزم بشكل حاسم وفضل في رفع حصار دونكيرك، على الرغم من جهود كوندي الذي أهمل نصيحته القيمة والقتال العنيد الذي خاضته قواته.
  خلال عامي 1661م و1662م حارب البرتغاليين في إكستريمادورا، لقد كانت القوات الإسبانية سيئة الإمداد والأجور، والمعنويات ضعيفة ولم تكن جديرة بالثقة لكنها كانت متفوقة في العدد وتحققت بعض الانتصارات، اجتاحت قوات خوان الجزء الأكبر من جنوب البرتغال، ولكن في عام 1663م ومع تعزيز القوات البرتغالية من قبل مجموعة من القوات الإنجليزية ووضعها تحت قيادة هوجونت ستشومبيرج تعرض خوان للهزيمة في اميكسيال.

## مقاومته لملكة إسبانيا
بعد وفاة فيليب الرابع عام 1665م أصبح خوان الزعيم المعترف به لمعارضة حكومة أرملة فيليب الوصية (وصية العرش)؛ قامت هي ومفضلها الألماني خوان إيفيراردو نيثارد بالقبض على أحد أكثر خدمه الموثوق بهم واسمه دون خوسيه مالاداس وقتلاه.
في المقابل وضع خوان نفسه على رأس انتفاضة أراغون وكاتالونيا، مما أدى إلى طرد نيثارد في 25 فبراير 1669م، وبعدها اكتفى خوان بولاء اراغوان. في عام 1677م أثارت الملكة الأم معارضة عالمية من خلال تفضيلها الوقح لفرناندو دي فالينزويلا. تمكن خوان من طردها من البلاط الملكي ورسخ نفسه كرئيس للوزراء. وعقدت آمال كبيرة على إدارته لكنها أثبتت أنها مخيبة للآمال وقصيرة، مات خوان ربما بالسم في 17 سبتمبر 1679م.